# Піжмурки (картина Гої)
«Пі́жмурки» (ісп. La gallina ciega) — один з картонів для шпалер в стилі рококо, написаних іспанським художником Франсіско Гоєю для гобелена в спальні інфантів в королівському палаці Ель-Пардо. На картині зображені молоді люди, які грають в популярну гру «la gallina ciega» (піжмурки), де гравець грає в центрі кола з зав'язаними очима та намагається доторкнутися довгою ложкою будь-якого учасника танцюючого кола.
Персонажі, судячи з їх яскравого і багатого одягу, належать до аристократії.